# Periegesi della Grecia
Periegesi della Grecia, o Guida della Grecia (in greco antico: Ἑλλάδος περιήγησις?), è un trattato geo-storiografico scritto nel II secolo d.C. da Pausania. 

## Caratteri principali
L'opera, suddivisa in dieci libri, costituisce per noi un prontuario enorme di descrizioni e di documentazione desunta da periegeti e storiografi di età ellenistica, di età classica quali Erodoto, Tucidide, Senofonte, Polibio e da autori arcaici quali Eumelo di Corinto, il ciclo epico e i lirici.
Ciascun libro è intitolato dal nome di una determinata regione della Grecia e a sua volta è suddiviso in vari paragrafi, nei quali Pausania tratta, attraverso più itinerari, della posizione geografica delle città con i loro monumenti e relative usanze locali, miti che li riguardano, nonché soffermandosi su avvenimenti e personaggi legati alla regione e testimoniati, appunto, da resti monumentali. Quasi tutte le regioni più note dell'Ellade sono descritte da Pausania, eccetto la Tessaglia, la Locride orientale e l'Eubea, forse incluse nel piano originario, ma non descritte per la sopraggiunta morte dell'autore, che in tarda età integrò quanto già composto, senza dare, però, l'ultima mano, come rilevabile dalla mancanza di un proemio e di un epilogo.
La prosa di Pausania è quella attica e si ispira alla semplicità erodotea. Il valore e l'attendibilità storici dell'opera sono immensi, soprattutto quando descrive siti ed eventi non altrimenti noti; a confronto con fonti più accurate, specie quando riferisce episodi storici o tratta di monumenti largamente noti, il suo valore è modesto, considerata l'imprecisione e le fonti indirette cui l'autore ricorre. Ha anche l'abitudine di rifiutarsi di raccontare di alcuni edifici o cerimonie quando i relativi dettagli gli sembrino in contrasto con le proprie (o altrui) convinzioni religiose.

## Struttura

### I libro:Attica

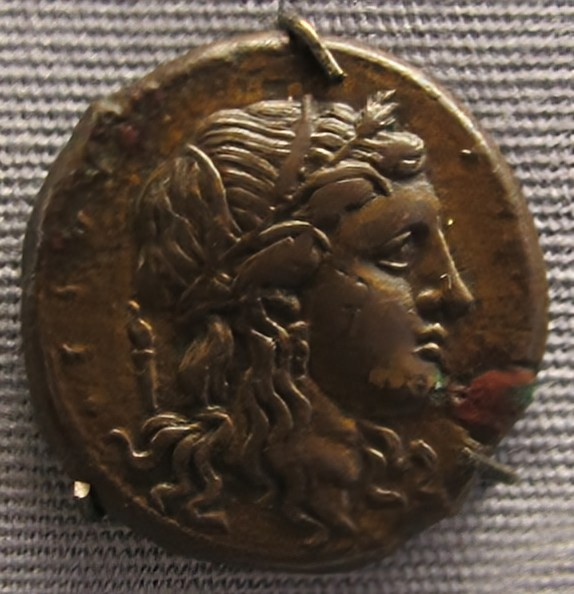
Moneta ritraente Pirro d'Epiro, conservata nel Museo Archeologico di Siracusa.

Incominciando a parlare dell'Attica, la regione più famosa dell'intera Grecia, perché ha come capitale Atene, Pausania analizza ampiamente il monumento simbolo della politica democratica dell'Ellade: l'Acropoli. Essa sorge sopra la collina che domina l'abitato della città ed è costituita da vari complessi, ben descritti da Pausania, tranne il Partenone, dedicato alla dea Atena, di cui fa un breve cenno, per soffermarsi piuttosto sull'Eretteo e sui Propilei. 
Successivamente, sempre analizzando l'acropoli, Pausania tratta delle battaglie di Pirro e degli altri Diadochi, passa ai monumenti dell'agorà e si sposta brevemente, dopo una notevole trattazione del demo di Eleusi, negli ultimi capitoli, nella Megaride.

### II libro:CorinziaeArgolide

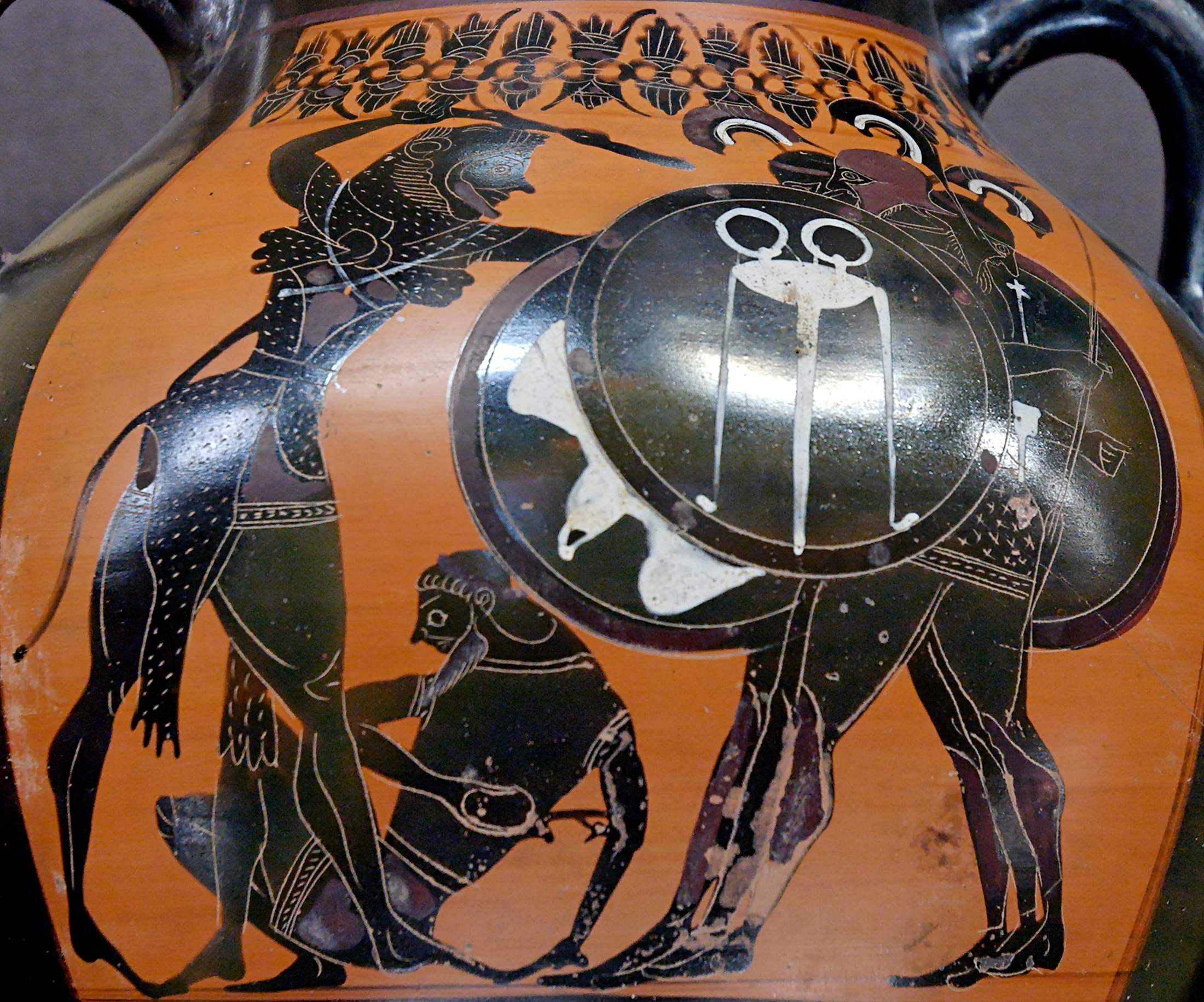
Eracle e Gerione. Anfora greca del 540 a.C. circa.

Nel libro successivo si parla di Corinzia e Argolide, partendo dall'Istmo di Corinto, dove si era arrestato alla fine del libro precedente, Pausania descrive Corinto stessa, poi Sicione, Micene e Argo (con la nota descrizione del Tesoro di Atreo, che guidò Heinrich Schliemann), Epidauro, Trezene e la zona di Lerna. A proposito di tutte queste città, come per Atene, il Periegeta ricorda più o meno ampiamente tutte le storie mitologiche ad esse connesse, costituendo, così, una sorta di prontuario mitologico, come per l'Attica aveva creato un prontuario storico sulla prima età ellenistica. 

### III e IV libro:LaconiaeMessenia
Particolarità del III libro, dedicato alla Laconia, è una premessa storico-genealogica estesa per ben 10 capitoli, per poi descrivere Sparta e le città di Amicle, Terapne - con la piana laconica - e la zona verso capo Malea e capo Tenaro.
Nel IV libro, in ben 36 capitoli e che è concepito come appendice al precedente, formando con esso un dittico, Pausania si occupa di descrivere l'unica città di rilievo, Messene, solo nei capp. 30-36, in cui si percorre propriamente la regione Messenia ripercorrendola scarnamente, con citazioni da Omero. I primi 29 capitoli, invece, sono occupati dalla narrazione delle guerre messeniche, ampiamente desunta, come Pausania fa intendere, da autori come Riano e per noi fonte preziosa e altrimenti ignota.

### V e VI libro:Elide e Olimpia

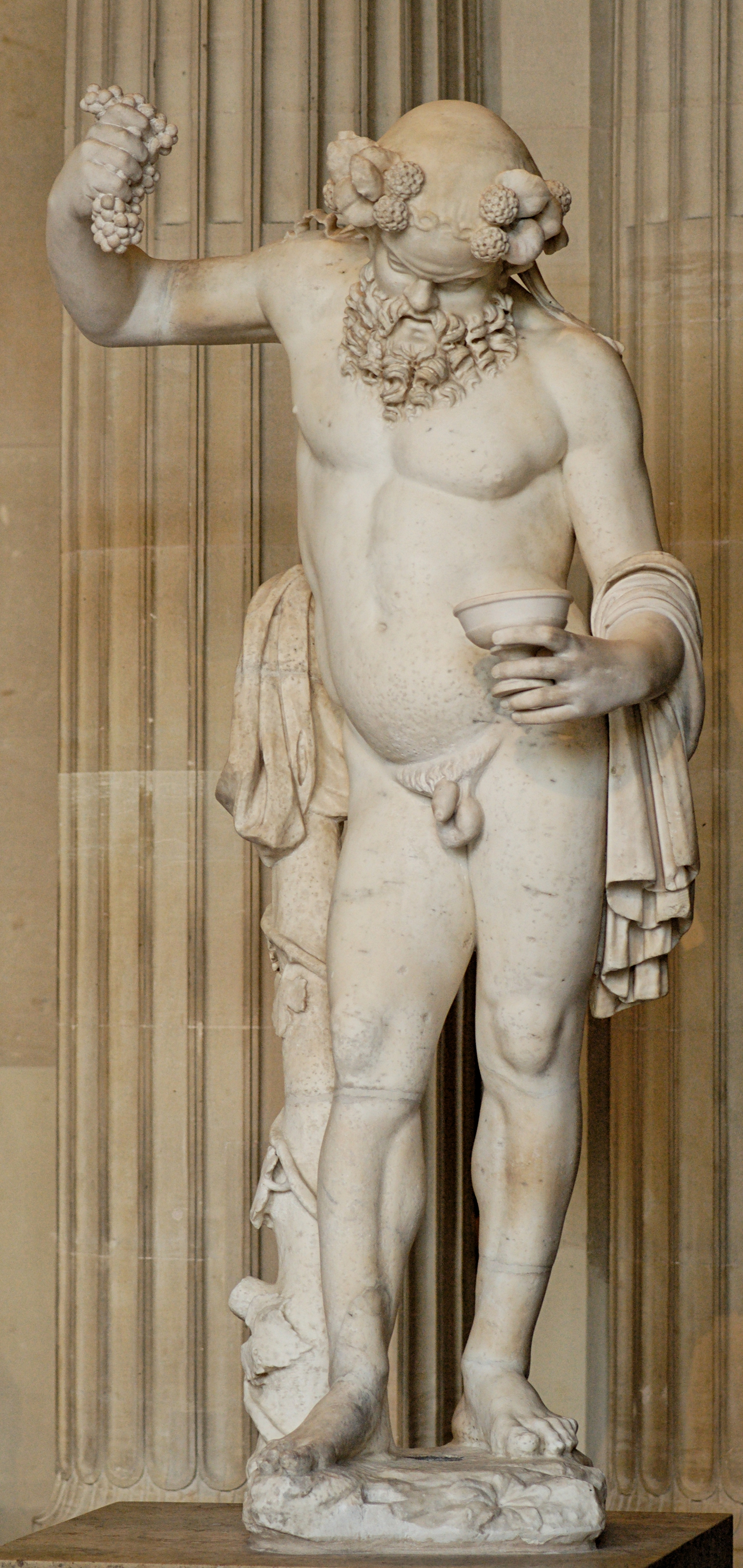
Sileno ubriaco, opera romana del II sec. d.C. (museo del Louvre).

I due libri centrali della Periegesi sono dedicati all'Elide e, soprattutto, il centro culturale e religioso ellenico di Olimpia: in effetti, egli descrive appena le regioni della Trifilia, della Pisatide e dell'Elide vera e propria, concentrandosi sulla storia dei giochi, sulle statue e i donari di città ed atleti e su curiose storie legate alle Olimpiadi, come ad esempio il caso di corruzione di Eupolo. 
Iniziando con una succinta introduzione riguardante i popoli del Peloponneso, di cui l'Elide si pone come una "porta", Pausania si diffonde sulla storia mitica degli Elei e su quella documentata fino al III secolo a.C., per poi passare, dopo la Trifilia, a Olimpia: si inizia parlando dell'Alfeo e delle gare pian piano ammesse ai Giochi, di cui viene spiegato il regolamento, per poi passare al santuario di Zeus olimpio (di cui si descrive ampiamente la statua, opera di Fidia) all'Altis, con l'arca di Cipselo e templi e statue di atleti. Si continua con i donari, il monte Cromio, lo Stadio, l'Ippodromo, il Ginnasio. Infine, si esce da Olimpia per parlare della Pisatide, di Elide e del confine con l'Acaia.

### VII libro:Acaia
In questo libro, da Pausania vengono visitate le città di Patre, Egio, le famose Elice e Bura (distrutte da un sisma), Pellene, fino al confine con la Sicionia (regione Acaia). Poiché gli si presenta l'occasione, a proposito della colonizzazione achea, si parla ampiamente delle regioni della Sardegna (che viene qui inclusa nella Magna Grecia) e della Fenicia. La prima fu scoperta da Iolao, discendente di Eracle, e fu ascritta alla Grecia solo nel I secolo d.C. da Nerone. Parlando della Fenicia, nel Nord Africa, Pausania parla di una famosa statua di Eracle situata presso Eritre, che presenta tutte le caratteristiche dell'arte egizia dato che secondo la leggenda l'eroe vi giunse a bordo di una zattera. Parlando anche delle tradizioni dell'Etiopia, Pausania narra del mito di Perseo e Andromeda e di una sua disputa con un fenicio della città di Sidone riguardo ai notevoli benefici che il dio continua a fare per l'uomo mediante il sole.

### VIII libro:Arcadia
Nel libro VIII, il Periegeta dedica ben 54 capitoli ad un'accurata descrizione della regione (Arcadia) che meno tra tutte pareva conservare monumenti e ricordi, ma che era la sede dei miti più ancestrali della Grecia. 
Il percorso si snoda in tre itinerari principali: un primo, con cui, entrato dalla zona di Mantinea, procede a nord fino ad Orcomeno, proseguendo per Feneo e concludendo con la rassegna della zona nordorientale fino al tempio di Atena Alea; un secondo, che, sempre snodandosi da Orcomeno, lo porta a toccare Psofide e, costeggiando i fiumi Ladone e Alfeo (di cui non manca di raccontare il mito), giunge a Megalopoli, di cui racconta fondazione e vicende, dedicando ampio spazio al suo più noto concittadino, lo storiografo Polibio. 
Da qui, in un terzo itinerario, Pausania visita la zona centromeridionale dell'Arcadia fino a Tegea ed al confine con l'Argolide.

### IX libro:Beozia
Il libro, che tratta della regione più nota della Grecia, insieme all'Attica, per la sua storia e i suoi miti ancestrali, inizia con la discettazione sul nome della regione Beozia. 
Pausania inizia il suo itinerario con Platea, di cui delinea la storia, per poi soffermarsi sui resti di Isie ed Eritre, con le descrizioni del sepolcro di Mardonio e dei caduti nella battaglia di Platea. Sempre relativamente a questa città, ci si sofferma sulle feste dei Dedala, per poi delineare, a partire dal cap. V, la storia di Tebe. Trattando dei resti di Potnia, Pausania delinea la storia dei Sette contro Tebe e degli Epigoni, approfittandone per parlare delle celebri sette porte. 
I capitoli 13-15 sono dedicati, con un lungo excursus tratto forse dalle Vite parallele di Plutarco, alle imprese di Epaminonda, per poi riprendere, dal 16, con la descrizione di Tebe. Dal cap. 19, Pausania descrive Teumesso, i resti di Glisante, Arma e Micalesso, fermandosi, poi, su Aulide e i suoi monumenti. 
Si continua, poi, con Delio e Tanagra, Antedone (a proposito della quale, poiché patria di Glauco, Pausania descrive, in forma di paradossografia, i tritoni). Dal cap. 23 si ritorna a parlare di altri monumenti tebani come il sepolcro di Pindaro, per poi andare verso il lago Copaide, Onchesto, Tespie (celebre per il suo culto di Eros), il monte Elicona, con Ascra (con una digressione sul suo concittadino più illustre, Esiodo) e, nel cap. 32, parlando di Aliarto, una digressione su Lisandro. 
Il libro si chiude su Orcomeno, con una lunga digressione sulle Cariti e sulla sua lunga storia mitica e non (cap. 33-38), sull'oracolo di Trofonio a Lebadea, e su Cheronea.

### X libro:FocideeLocride Ozolia
Nel X libro, dedicato principalmente a Delfi e alle regioni della Focide e Locride, il Periegeta segue inizialmente l'itinerario che dai confini della Beozia lo porta a Cheronea (con cui aveva terminato il libro precedente) per poi risalire, tramite le antichissime città di Panopeo e Daulide, al santuario di Apollo. 
Di Delfi, Pausania espone, in circa tre capitoli, la storia mitica e quella ricavabile dalle sue fonti, per poi passare a descrivere brevemente la città e soffermarsi sulla zona del santuario apollineo: dal santuario del dio, amplissimamente descritto comprendendo la Via Sacra e i donari con relative statue, al teatro e all'Antro coricio.

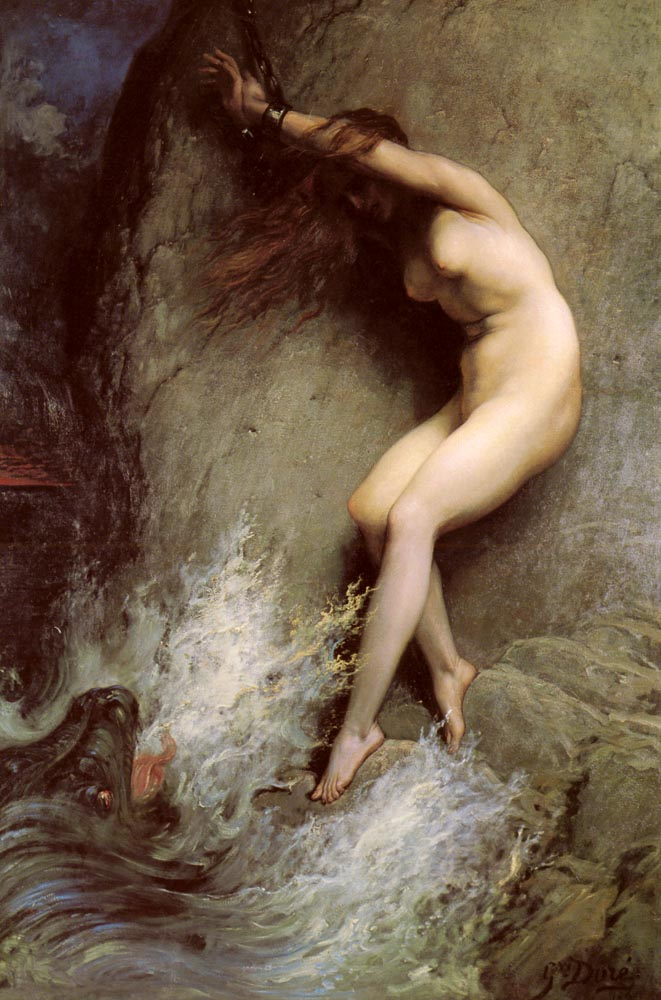
Andromeda legata in un dipinto di Gustave Doré

Chiusa la visita al santuario delfico, la descrizione del Periegeta prosegue attraverso città minori della Focide, come Titorea, Ledonte, Lilea, Anficlea, Elatea, per soffermarsi, poi sull'antichissima Orcomeno e, attraverso un itinerario che comprende Anticira, ritornare al Parnaso, descrivendo Cirra e sfociando sul porto di Naupatto, ove l'opera si interrompe bruscamente con un aneddoto riguardante il santuario locale di Asclepio e la poetessa Anite.